# Chu trình oxy

Chu trình oxy

Chu trình oxy là chu trình sinh địa hóa của oxy bên trong bốn nguồn dự trữ chính của nó: khí quyển (không khí), tổng tất cả vật chất sinh học trong sinh quyển (tổng toàn cầu của mọi hệ sinh thái), thủy quyển (tổng khối lượng của nước có trên, dưới toàn bộ bề mặt của Trái Đất), và thạch quyển/vỏ Trái Đất. Nhân tố phát động chính của chu trình oxy là quá trình quang hợp, thứ chịu trách nhiêm cho khí quyển của Trái Đất hiện đại và sự sống trên Trái Đất.

## Nguồn dự trữ

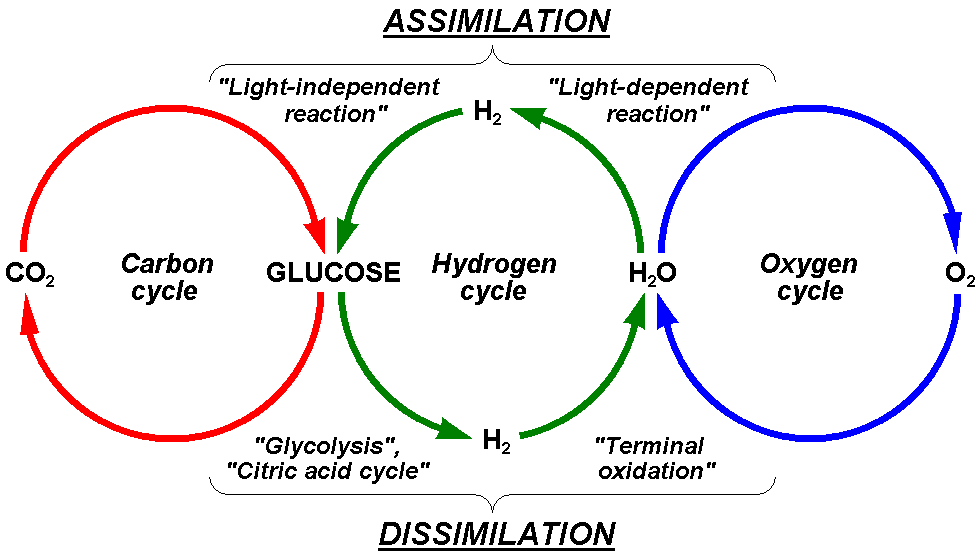
Mối liên hệ giữa chu trình cacbon, hydro và oxy trong quá trình trao đổi chất của thực vật quang hợp